# Avusrennen 1937
Avusrennen 1937 je bila sedma neprvenstvena dirka za Veliko nagrado v sezoni 1937. Odvijala se je 30. maja 1937 na nemškem dirkališču AVUS v okolici Berlina. Iz dveh predirk dolgih po sedem krogov se je najboljših osem dirkačev uvrstilo v finale, kjer so dirkači vozili osem krogov. 

## Poročilo

### Pred dirko
Po letu premora je dirka ponovno potekala na prenovljeni stezi. Glavna novost je bil ovinek Nordschleife oziroma Zid smrti, lesen 43,6 stopinj nagnjen ovinek, ki je omogočal hitrejše čase krogov in je na severnem delu steze nadomestil običajni 180-stopinjski ovinek. Zaradi dveh dolgih ravnin je bila ta steza najhitrejša na svetu, kjer so dirkalniki lahko prikazali vso svojo hitrost. Kot najhitrejša steza na svetu, je AVUS veljal že po dirki leta 1935, ko je Luigi Fagioli zmagal s povprečno hitrostjo 238,5 km/h, kar je hitreje kot zmagovalec dirke Indianapolis 500 - 175,5 km/h, Velike nagrade Tripolija - 213,1 km/h ali rekorda na ovalnem dirkališču Brooklands - 230,8 km/h. 
Hans Stuck ni štartal, ker se je udeležil dirke za Veliko nagrado Ria de Janeira, toda vsi ostali dirkači nemških moštev so bili prisotni na enem od vrhuncev sezone zanje. Tako Mercedes-Benz, kot tudi Auto Union sta v pripravi na dirko naredili posebni aerodinamični različici svojih dirkalnikov, razviti predvsem iz dirkalnikov uporabljenih za postavljanje kopenskih hitrostnih rekordov. Moštvi sta opravili tudi več testiranj za pripravo na to dirko, zato je bila ta dirka ponujala najhitrejše dirkanje na krožni dirki v predvojnem obdobju. Najvišje hitrosti dirkalnikov so bile blizu 400 km/h. 
Auto Union je na dirko pripeljal dva predelana dirkalnika za hitrostne rekorde in dva običajna dirkalnika Typ C. Rudolf Caracciola je dirkal v novoizdelanem aerodinamično različico dirkalnika, ki je temeljila tako na dirkalniku za hitrostne rekorde, kot tudi dirkalniku W125. Manfred von Brauchitsch je natopil z aerodinamično različico lanskega dirkalnika W25 opremljenega z motorjem V12 DAB, ki je lahko razbil moč 700 KM. Goffredo Zehender je imel podoben dirkalnik, le z običajno šasijo. Hermann Lang je imel predelan lanski dirkalnik za hitrostne rekorde s podaljšano medosno razdaljo in Straight-8 motorjem. Zaradi bojazni, da bi dirkalniki s posebno aerodinamično šasijo zaradi večje teže bolj obrabljali pnevmatike, je Richard Seaman nastopal z običajno različico letošnjega dirkalnika W125. Tak dirkalnik je imel končno hitrost 25 km/h nižjo od aerodinamične različice dirkalnikov. Langov dirkalnik z aerodinamično šasijo, ki je imel tudi aerodinamični pokrov čez kolesa, je na prostem treningu na ravnini pri 390 km/h, ko mu je nenadoma dvignilo sprednji kolesi zaradi ujetega zraka pod dirkalnikom. Lang je ostal miren, dirkalnik uspel umiriti in spustiti prednji kolesi na stezo. Pretresen je zahteval, da odstranijo aerodinamične pokrove iznad koles. Zehender zaradi eksplozije motorja na treningu ni štartal. Na treningu je Bernd Rosemeyer odpeljal čas 4:04,2 s povprečno hitrostjo 284,31 km/h, toda na kvalifikacijskem delu treninga je bil najhitrejši Luigi Fagioli. Alfred Neubauer, športni direktor Mercedes-Benza, je pred dirko zagrozil organizatorjem, da se bo njegovo moštvo umaknilo z dirke, če bosta Fagioli in Caracciola nastopila v isti preddirki, zaradi incidenta po dirki za Veliko nagrado Tripolija. Toda, kjer je bil Fagioli najhitrejši, Caracciola pa četrti, sta bila avtomatsko razporejena v drugi preddirki. 
Nacisti so dirko izrabili za svojo propagando. Dirka je potekala pod pokroiviteljstvom Josepha Goebbelsa, ministra za propagando, in Nationalsozialistisches Kraftfahrkorps (NSSK). Na dan dirke se je v lepem vremenu zbrano okoli 350.000 gledalcev. Dirka je potekala v dveh preddirkah po sedem krogov in finalu osmih krogov za osem najhitrejših dirkačev. Med preddirkama in finalom ni bilo dovoljeno menjati dirkačev. Za nagrade dirkačem je bilo na voljo 36.200 RM, od tega 10.000 za končnega zmagovalca, 2.000 za zmagovalca preddirke, 1.000 za drugo mesto, itd. 

### Preddirki
Pred štartom je bilo veliko ugibanj o pnevmatikah, moštva so se pripravila na postanek po koncu tretjega kroga. Pet dirkalnik je zapeljalo na štartno vrsto ob treh popoldne. Najbolje je štartal Ernst von Delius, prvi mu je sledil Richard Seaman, oba z lažjima šasijama brez aerodinamičnih dodatkov. Nato so se na ravnini v ospredje prebili dirkalniki z aerodinamičnimi šasijami, toda tisti brez so bili v ovinku Südschliefe zopet v prednosti. Po koncu prvega kroga je imel von Delius šest sekund prednosti pred Seamanom, sledila sta mu Rosemeyer in Caracciola, Renato Balestrero pa je zaostajal že skoraj dve minuti. Rosemeyer je na ravnini prehitel oba dirkača pred sabo in prevzel vodstvo. V ovinku Nordschleife ga je von Delius poskusil prehiteti nazaj,  toda ni mu uspelo. Po koncu drugega kroga je vodil Rosemeyer, sledila sta mu von Delius in Seaman, Caracciola pa je zaostajal štiri sekunde. Po tretjem krogu je stanje ostalo nespremenjeno, v četrtem krogu pa se je Caracciola prebil na drugo mesto. Še vedno pa so bili vsi v igri za finale, le Balestero je že zaostajal za krog. Dirkači so dirko začeli počasneje, ker so hranili pnevmatiki, s časi okrog petih minut, v naslednjih krogih pa so padli na okrog štiri minute in štirideset sekund. V petem krogu je Caracciola ob zaviranju za ovinek Nordschleife uspel prehiteti Rosemeyerja in s tem prevzeti vodstvo s časom 4:33. Gledalci so vsakič skočili na noge, ko sta se dirkalnika s posebno aerodinamično šasijo prehitevala tudi po petkrat na krog iz zavetrja pri 380 km/h, v ovinku Nordschleife pa je bila hitrost okrog 180 km/h. V šestem krogu je čas kroga padel na 4:27, vseeno pa sta bila von Delius in Seaman še vedno v stiku z vodilnima. Ob začetku zadnjega kroga je bila razlika med vodilnim Caracciolo in četrtouvrščenim le tri sekunde. Toda zadnji krog sta Caracciola in Rosemeyer odpeljala na polno in ušla zasledovalcema. Rosemeyer se je približal vodilnemu in ovinek Nordschliefe sta odpeljala kolo ob kolesu, Rosemeyer višje in Caracciola nižje. Zaradi boljše linije v zadnjem ovinku je imel Caracciola na štarto-ciljni črti 0,7 sekunde prednosti pred Rosemeyerjem, v finale pa sta se uvrstila tudi von Delius in Seaman. Nobeden od dirkačev med dirko ni opravil postanka v boksih zaradi varčevanja s pnevmatikami v prvih krogih. Motor Rosemeyerjevega dirkalnika je ob koncu deloval le na trinajst cilindrov, njegova dirkaška očala pa so bila močno poškropljena z oljem. Kljub temu je zadnji krog odpeljal v času 4:11,2 s povprečno hitrostjo 276,39 km/h. To je najhitrejši krog v zgodovini Grand Prix dirkanja, na dirki Indianapolis 500 pa so takšno povprečno hitrost dosegli šele štiriintrideset let pozneje. 
Druga preddirka se je pričela s štartom ob tretji uri in petdeset minut popoldne. Dirkači so v prvih krogih dirkali mnogo hitreje kot v prvi preddirki, povedel je Rudolf Hasse, toda pred ovinkom Nordschleife ga je prehitel Luigi Fagioli, ki je prvi krog odpeljal v času 4:40,1. Blizu so mu bili še Hermann Lang, Hasse in Manfred von Brauchitsch, Laszlo Hartmann je zaostajal minuto in pol, Luigi Soffietti pa že dve minuti. Fagioli je ob izstopu iz ovinka Nordschleife dvignil veliko prahu z vrha ovinka, imel je tudi težave z menjalnikom. Ob koncu drugega kroga je vodil von Brauchitsch s časom 4:22. Po tretjem krogu je vodil Lang s časom 4:17,2, Hasse je izgubil stik z vodilno skupino dirkačev, saj je zaostajal štirinajst sekund. V četrtem krogu so bili vsi trije dirkalnik s posebno aerodinamično šasijo še vedno skupaj, toda hiter začetek je terjal svoj davek in Fagioli je po krogu s časom 4.17,0 odstopil zaradi okvare ročice menjalnika, Langu pa je pri visoki hitrosti eksplodirala ena od pnevmatik, toda uspelo mu je umiriti dirkalnik in pripeljati do boksov. Von Brauchitsch je bil tako sam v ospredju in je naslednji krog odpeljal počasneje v času 4:26. Hasse je zaostajal osemintrideset, Seaman pa triinsedemdeset sekund. V šestem krogu je vodilni Soffiettija drugič prehitel za krog, Hasse se je približal na šestindvajset sekund, Lang pa na petinštirideset. Von Brauchitsch je mirno odpeljal zadnji sedmi krog in zmagal, za njim pa je Lang s podobno hitrim zadnjim krogov kot Rosemeyer v prvi preddirki ujel Hasseja in ga poskušal po ovinku Nordschleife iz zavetrja po levi strani prehiteti še pred štartno-ciljno črto. Toda nenadoma je Hasse zavil levo in Lang je moral močno zavirati, da ni prišlo do trčenja. Po dirki se mu je Hasse opravičil češ, da ga ni videl. Četrti je bil Hartmann, ki je bil tudi v težavah v ovinku Nordschleife, kjer ga je odneslo čisto na vrh ovinka, nato pa je zdrsnil nazaj proti notranjosti ovinka, a ujel svoj dirkalnik. 

### Finale
Neubauerjev protest je bil sprejet in Hasse je bil prestavljen za Langa na štartni vrsti. Auto Unionov mehanik, Ludwig Sebastian, ni uspel popraviti Rosemeyerjevega motorja v dveh urah do finala, zato je moral štartati z le trinajstimi delujočimi cilindri. Mercedesova strategija je bila, da Caracciola in Seaman dirkata na polno in opravita postanek v boksih, ostali pa poskušajo odpeljati dirko brez postanka. 
Na štartu ob peti uri in petinštirideset minut popoldne je vodstvo prevzel Caracciola in poskušal narediti razliko do ostalih. Po le polovici kroga je von Brauchitsh parkiral svoj dirkalnik na travi nasproti boksom zaradi okvare menjalnika. V dirkalniku z aerodinamičnimi dodatki je bilo tako vroče, da je olje stopilo lote v menjalniku. Caracciola je prvi krog odpeljal s časom 4:33, Rosemeyer je zaostajal osem sekund. V drugem krogu je Caracciola odpeljal krog s časom 4:19, Rosemeyer je bil še vedno drugi, sledili so jima še Lang, Seaman, von Delius in Hasse, Hartmann pa je zaostajal že tri minute in pol. Rosemeyer je že uničil zadnjo desno pnevmatiko in je moral na postanek v bokse, tako je drugo mesto prevzel Lang. Seaman je ostal v stiku z njim, nekoliko je na ravninah, toda pridobival v ovinkih. Langov težek dirkalnik z aerodinamično šasijo je bil okoli 40 km/h hitrejši na ravnini, toda Seamanon lažji odprti dirkalnik je omogočal poznejše zaviranje in hitrejše pospeševanje iz počasnih ovinkov. Potem ko je tretji krog odpeljal v časou 4:18, je Caracciola odstopil zaradi enake okvare kot pred njim že von Brauchitsch. 
S tem je vodstvo prevzel Lang, sledil mu je von Delius, Hasse in Seaman sta zaostajala osemnajst sekund, nato Hartmann s krogom zaostanka, za njim pa je  dirkal Rosemeyer z minuto zaostanka. Seaman, ki se je trudil držati stik z vodilnimi dirkači je tudi moral na postanek v bokse za menjavo pnevmatik. Lang je poskušal z nekoliko počasnejšim tempom ohraniti pnevmatike, četrti krog je odpeljal v času 4:21, petega pa v času 4:25. Von Delius se je še vedo trudil slediti vodilnemu, Hasse je bil tretji, Rosemeyer pa je hitro lovil četrtega Seamana. Lang je odpeljal šesti in sedmi krog v času 4:28 in zadržal prednost šestih sekund, ki jo je zadržal tudi pa poskusu von Deliusa v zadnjem krogu s časom 4:18, in zmagal na najhitrejši krožni dirki v dotedanji zgodovini motošporta. V zadnjih treh krogih sta se za četrto mesto borila Rosemeyer in Seaman, ki je bil odločen, ko je slednji ponovno preveč obrabil svoje pnevmatike. Langov dirkalnik je imel novejšo različico menjalnika brez lotov. Nagrado za zmago je razdelil med vse moštvene kolege, kar je bila navada pri Mercedesu. Rosemeyerja so morali dvigniti iz dirkalnika, saj je bil izmučen in popolnoma umazan od olja, ki je kapljalo iz pokvarjenega motorja njegovega dirkalnika. S povprečno hitrostjo 261,67 km/h je bila to najhitrejša krožna dirka vse do Dirke dveh svetov 1958.

## Rezultati

### Preddirki
Odebeljeni dirkači so se uvrstili v finale.

#### Prva preddirka
| Poz | Št | Dirkač            | Moštvo          | Dirkalnik              | Krogi | Čas/Odstop | Št. m. |
| --- | -- | ----------------- | --------------- | ---------------------- | ----- | ---------- | ------ |
| 1   | 35 | Rudolf Caracciola | Daimler-Benz AG | Mercedes-Benz W125K    | 7     | 32:29,3    | 2      |
| 2   | 31 | Bernd Rosemeyer   | Auto Union      | Auto Union C           | 7     | + 0,7 s    | 1      |
| 3   | 32 | Ernst von Delius  | Auto Union      | Auto Union C           | 7     | + 7,9 s    | 3      |
| 4   | 38 | Richard Seaman    | Daimler-Benz AG | Mercedes-Benz W125K    | 7     | + 19,1 s   | 4      |
| 5   | 44 | Renato Balestrero | Privatnik       | Alfa Romeo P3          | 5     | +2 kroga   | 6      |
| DNS | 39 | Goffredo Zehender | Daimler-Benz AG | Mercedes-Benz W25K-DAB |       |            | 5      |

- Najboljši štartni položaj: Bernd Rosemeyer 4:09.2
- Najhitrejši krog: Bernd Rosemeyer 4:11.2

#### Druga preddirka
| Poz | Št | Dirkač                  | Moštvo          | Dirkalnik               | Krogi | Čas/Odstop | Št. m. |
| --- | -- | ----------------------- | --------------- | ----------------------- | ----- | ---------- | ------ |
| 1   | 36 | Manfred von Brauchitsch | Daimler-Benz AG | Mercedes-Benz W25K-DAB  | 7     | 31.29,3    | 2      |
| 2   | 34 | Rudolf Hasse            | Auto Union      | Auto Union C            | 7     | + 21,1 s   | 4      |
| 3   | 37 | Hermann Lang            | Daimler-Benz AG | Mercedes-Benz W25K-M125 | 7     | + 21,7 s   | 3      |
| 4   | 47 | Laszlo Hartmann         | Privatnik       | Maserati 8CM            | 6     | +1 krog    | 5      |
| 5   | 48 | Luigi Soffietti         | Privatnik       | Maserati 8CM            | 6     | +2 kroga   | 6      |
| Ods | 33 | Luigi Fagioli           | Auto Union      | Auto Union C            |       | Menjalnik  | 1      |

- Najboljši štartni položaj: Luigi Fagioli 4:08,2
- Najhitrejši krog: Hermann Lang 4:11,2

### Niso štartali (DNS) ali se udeležili dirke (DNA)
Navedeni so posebej, ker ni znano, v kateri od preddirk bi naj nastopili.
| Št | Dirkač                     | Moštvo           | Dirkalnik              | Razlog                  |
| -- | -------------------------- | ---------------- | ---------------------- | ----------------------- |
| 39 | Goffredo Zehender          | Daimler-Benz AG  | Mercedes-Benz W25K-DAB | Nepripravljen dirkalnik |
| 40 | Tazio Nuvolari             | Scuderia Ferrari | Alfa Romeo 12C-36      | Umik                    |
| 41 | Antonio Brivio             | Scuderia Ferrari | Alfa Romeo 12C-36      | Umik                    |
| 42 | Giuseppe Farina            | Scuderia Ferrari | Alfa Romeo 12C-36      | Umik                    |
| 43 | Thomas Cholmondeley-Tapper | Privatnik        | Maserati 8CM           |                         |
| 45 | Ettore Bianco              | Privatnik        | Maserati 8CM           |                         |

### Finale
| Poz | Št | Dirkač                  | Moštvo          | Dirkalnik               | Krogi | Čas/Odstop | Št. m. |
| --- | -- | ----------------------- | --------------- | ----------------------- | ----- | ---------- | ------ |
| 1   | 37 | Hermann Lang            | Daimler-Benz AG | Mercedes-Benz W25K-M125 | 8     | 35:30,2    | 4      |
| 2   | 32 | Ernst von Delius        | Auto Union      | Auto Union C            | 8     | + 2,0 s    | 6      |
| 3   | 34 | Rudolf Hasse            | Auto Union      | Auto Union C            | 8     | + 36,0 s   | 5      |
| 4   | 31 | Bernd Rosemeyer         | Auto Union      | Auto Union C            | 8     | + 1:06,8   | 3      |
| 5   | 38 | Richard Seaman          | Daimler-Benz AG | Mercedes-Benz W125K     | 8     | + 1:20,0   | 7      |
| 6   | 47 | Laszlo Hartmann         | Privatnik       | Maserati 8CM            | 6     | +2 kroga   | 8      |
| Ods | 35 | Rudolf Caracciola       | Daimler-Benz AG | Mercedes-Benz W125K     | 3     | Menjalnik  | 1      |
| Ods | 36 | Manfred von Brauchitsch | Daimler-Benz AG | Mercedes-Benz W25K-DAB  | 0     | Menjalnik  | 2      |